# Zanolimumab
Lo zanolimumab (HuMax-CD4 secondo la Denominazione Comune Internazionale) è un anticorpo monoclonale umano che agisce da immunosoppressore. È stato realizzato come potenziale terapia per l'artrite reumatoide, la psoriasi, il melanoma, il linfoma cutaneo a cellule T e il linfoma a cellule T periferiche. Lo sviluppo dello zanolimumab è poi stato interrotto, a seguito della conclusione di tutti gli studi clinici che vertevano sul suo utilizzo.